# Sông Oudon
Sông Oudon là một sông dài 103,2 km ở các tỉnh Mayenne và Maine-et-Loire, tây nước Pháp. Nguồn nằm gần La Gravelle. Sông chảy theo hướng đông nam. Đây chi lưu hữu ngạn của sông Mayenne.

## Các tỉnh và xã nằm dọc sông
Bảng dưới đây liệt kê từ nguồn đến cửa sông: 
- Mayenne: La Gravelle, Saint-Cyr-le-Gravelais, Ruillé-le-Gravelais, Montjean, Beaulieu-sur-Oudon, Méral, Cossé-le-Vivien, La Chapelle-Craonnaise, Athée, Livré-la-Touche, Craon, Bouchamps-lès-Craon, Chérancé
- Maine-et-Loire: Châtelais, L'Hôtellerie-de-Flée, Nyoiseau, Sainte-Gemmes-d'Andigné, Segré, La Chapelle-sur-Oudon, Andigné, Louvaines, Saint-Martin-du-Bois, Montreuil-sur-Maine, Le Lion-d'Angers và Grez-Neuville